# Deus Ex Machina (Lost)
"Deus Ex Machina" (titulado "Deus ex machina" en España y "Deudas e intervención" en Latinoamérica) es el décimo noveno capítulo de la primera temporada de la serie Lost. La visión de Locke lo envía a él y a Boone a la selva para buscar una forma de abrir la escotilla, llevándolo a fatales consecuencias. Kate le pide a Jack ayuda para Sawyer con sus migrañas. FLASHBACK de John Locke.
"Deus Ex Machina" es una expresión latina que significa «Dios desde la máquina». Se origina en el teatro griego y romano, cuando una grúa (machina) o cualquier otro medio mecánico introducía desde fuera del escenario a un actor interpretando a una deidad (deus) para resolver una situación o dar un giro a la trama.

## Trama

### Flashbacks
Un John Locke (Terry O'Quinn) no parapléjico conoce a una mujer misteriosa (Swoosie Kurtz) en la supertienda de descuentos en la que trabaja. Después de una reunión inicial, Locke se da cuenta de que la misma mujer lo observa en el estacionamiento de la tienda. Él la persigue para confrontarla y ella le explica que ella es su madre biológica, Emily Locke. Locke pregunta por su padre y Emily afirma que Locke no tiene padre porque fue concebido de manera inmaculada. Sin inmutarse, Locke contrata a un investigador privado que encuentra al padre de Locke. El investigador le sugiere que si Locke sigue adelante esto, el caso puede terminar mal, pero Locke decide continuar de todas formas. 
Cuando Locke visita la acomodada casa de su padre, Anthony Cooper (Kevin Tighe), es recibido con los brazos abiertos. En unas semanas, Locke forma una fuerte relación con su padre, quien lo lleva a cazar con frecuencia. Un día, Locke llega temprano a la casa y descubre que su padre está recibiendo diálisis como tratamiento. Anthony le dice que está enfermo y que necesita un riñón, pero al ser un hombre de edad avanzada, no es prioridad en la lista de espera. Finalmente, Locke ofrece uno de sus riñones para salvar a su padre y ambos se ven amistosamente antes de la operación. Sin embargo, después de la cirugía, Locke se despierta en el hospital y descubre que su padre se ha dado de alta para recibir atención privada y que lo ha abandonado. Emily llega para explicar que cuando Anthony se dio cuenta de que necesitaba un riñón, localizó a su hijo y le pagó a ella para que se pusiera en contacto con él, y con la intención de que él lo busque, presumiblemente con el único propósito de recibir el trasplante. Devastado, Locke se levanta de la cama del hospital y conduce hasta la casa de su padre, pero el guardia de la puerta lo rechaza con pesar, con quien se ha hecho amigo. Mientras se aleja, Locke se derrumba por la traición.

### En la isla
Boone y Locke continúan construyendo un trebuchet para tratar de abrir la escotilla. Su primer intento falla y Boone comienza a perder la confianza que tiene depositada en Locke. Además, este comienza a tener algunas dificultades para andar (una astilla del trebuchet destruido hirió a Locke en su pierna) y es incapaz de sentir dolor en sus piernas, lo cual le preocupa debido a su vida anterior.
Locke tiene un sueño muy raro, que él achaca a un mensaje de la isla. Por ello, decide hablar con Boone y le convence de que su visión es real cuando le revela un detalle de su pasado que nadie conocía. En el camino, observan un paracaídas en un árbol y tras tirar de él, cae el cuerpo de lo que parece ser un sacerdote de Nigeria. Ambos continúan en la búsqueda de la avioneta, que se encuentra en lo alto de la copa de un árbol frente a un risco, tal y como Locke soñó. 
Mientras tanto, Sawyer sufre de dolores de cabeza y sensibilidad; Jack diagnostica esto como hipermetropía causada por la tensión en los ojos de Sawyer debido a su gran cantidad de lectura desde que llegó a la isla. Usando anteojos de repuesto encontrados en los restos del naufragio y las habilidades de ingeniería de Sayid, Jack le ofrece a Sawyer un nuevo par de anteojos para leer.
Debido a las dificultades de Locke para caminar, deciden que será Boone el que escale y entre en el avión. Una vez allí, descubre pequeñas estatuas de la Virgen María rellenas de droga, lo cual explica la presencia de "sacerdotes" armados. Boone alcanza la radio, que aún funciona, y lanza un S.O.S. que es sorprendentemente respondido aunque lo que Boone oye no es lo que esperaba. Para empeorar aún más las cosas, el precario equilibrio en que el avión se encontraba se rompe y este cae desde la copa del árbol hasta el suelo, con Boone dentro. Frenéticamente, Locke lucha por ponerse de pie, carga a un Boone gravemente herido sobre sus hombros y regresa al campamento.
Locke lleva a Boone a la cueva y le miente a Jack, diciéndole que Boone se cayó de un acantilado mientras estaban cazando. Jack comienza a tratar a Boone y Locke desaparece en la jungla para regresar a la escotilla. Locke golpea la puerta y grita de angustia por cómo ha hecho todo lo que la isla le ha pedido que haga, y por cómo está perdiendo la capacidad de caminar y no puede abrir la puerta. De repente, la ventana de la trampilla se ilumina.